# Artículo Primero Constitucional
Artículo Primero Constitucional är en ort i Mexiko.   Den ligger i kommunen Puebla och delstaten Puebla, i den sydöstra delen av landet, 110 km öster om huvudstaden Mexico City. Artículo Primero Constitucional ligger 2 154 meter över havet och antalet invånare är 1 360.
Terrängen runt Artículo Primero Constitucional är platt åt sydväst, men åt nordost är den kuperad. Runt Artículo Primero Constitucional är det mycket tätbefolkat, med 2 614 invånare per kvadratkilometer. Närmaste större samhälle är Puebla de Zaragoza, 8,5 km nordväst om Artículo Primero Constitucional. Trakten runt Artículo Primero Constitucional består till största delen av jordbruksmark.